# USB
USB (acronimo di Universal Serial Bus, pronunciato /ˌjuːnɪˈvɜ(ɹ)ːsɫ ˈsɪɹiəɫ bʌs/) è uno standard industriale di comunicazione seriale, utilizzato sotto forma di cavo, per la comunicazione e/o l'alimentazione di periferiche per computer o qualsiasi altro dispositivo previsto a tale scopo, per esempio tablet, fotocamere, smartphone, ecc.
Le versioni standard sono le USB Tipo-A e le USB Tipo-B. Dal 2014 nei nuovi dispositivi è utilizzata anche una versione più veloce: la USB-C.

## Storia

Primo logo USB

Un gruppo di sette società iniziò lo sviluppo di USB nel 1994: Compaq, Hewlett-Packard, IBM, Microsoft, NEC e Nortel. L'obiettivo era rendere fondamentalmente più semplice il collegamento di dispositivi esterni ai PC sostituendo la moltitudine di connettori sul retro dei PC, affrontando i problemi di usabilità delle interfacce esistenti e semplificando la configurazione software di tutti i dispositivi collegati a USB, oltre a consentire una maggiore velocità dati per dispositivi esterni. Ajay Bhatt e il suo team hanno lavorato allo standard alla Intel; i primi circuiti integrati che supportano USB sono stati prodotti nel 1995. 
La specifica USB 1.0 è stata introdotta nel gennaio 1996. Il primo supporto software OEM per dispositivi USB è stato fornito dalla versione OSR 2.1 di Microsoft Windows 95. Nel 1998 l'iMac G3 è stato il primo prodotto mainstream con USB, il quale ha contribuito a rendere popolare lo standard. La decisione di Apple di rimuovere tutte le legacy port dall'iMac, per esempio le interfacce seriali RS-232, la porta ADB per tastiera e mouse, la porta SCSI per i dischi, ecc. è stata seguita da molti produttori di PC, portando ad una maggiore diffusione dello standard.
La specifica USB 2.0 è stata pubblicata nell'aprile 2000 ed è stata ratificata dal USB Implementers Forum (USB-IF) alla fine del 2001. Hewlett-Packard, Intel, Lucent Technologies, NEC e Philips hanno guidato congiuntamente l'iniziativa per sviluppare una velocità di trasferimento dati più elevata. La specifica USB 3.0 è stata pubblicata il 12 novembre 2008. La specifica USB 3.1 è stata invece pubblicata nel luglio 2013.
Nel dicembre 2014, USB-IF ha presentato le specifiche USB 3.1, USB Power Delivery 2.0 e USB-C a IEC (TC 100 - Sistemi e apparecchiature audio, video e multimediali) per l'inclusione nello standard internazionale IEC 62680 (interfacce Universal Serial Bus per dati e alimentazione), basato su USB 2.0. Le specifiche USB 3.2 sono state pubblicate a settembre 2017.

## Descrizione generale

Connettore maschio Type-A

Connettore maschio Type-B

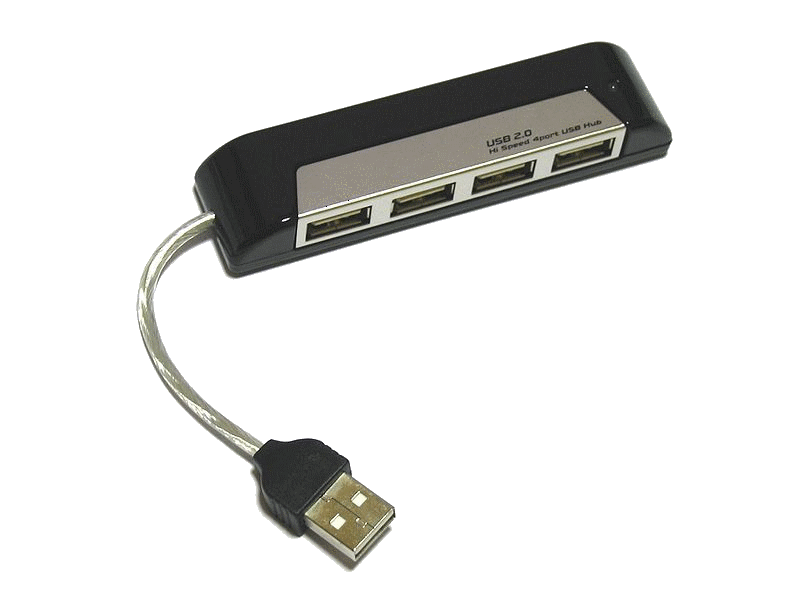
hub USB

Lo standard USB definisce le specifiche per cavi, connettori e protocolli per la connessione, la comunicazione e l'alimentazione tra dispositivi e le loro periferiche.
La tensione di alimentazione prevista dallo standard di base è 5 volt; ma opzionalmente, i dispositivi che seguono lo standard USB Power Delivery UPD, implementano uno schema di alimentazione flessibile che attraverso un canale di comunicazione dati con l'alimentatore, permette loro di richiedere un certo livello di tensione di alimentazione che può essere 5V, 9V, 15V, o 20V, o anche 50V. Oltre a migliorare la funzionalità Plug and Play, consentendo così di collegare e scollegare periferiche senza dover riavviare il computer (hot swap), USB ha definitivamente rimpiazzato tutte quelle interfacce precedenti che non sarebbero mai riuscite a competere con le tecnologie allora disponibili (porte seriali e porte parallele sono un valido esempio).
Il sistema USB è asimmetrico: consiste in un singolo gestore (host) e molte periferiche (device) collegate ad albero, attraverso dei dispositivi chiamati hub (concentratori). Supporta fino a un massimo di 127 periferiche per gestore, ma nel computo vanno inclusi anche gli hub e il gestore stesso, quindi, in realtà, il numero totale di dispositivi collegabili è sensibilmente inferiore. La lunghezza massima che può avere un cavo USB senza che il segnale diventi troppo debole è pari a 5 m; oltre questo limite, è necessario ricorrere a uno o più hub attivi che amplifichino il segnale. Le specifiche prevedono il collegamento consecutivo di un massimo di 5 hub; nonostante ciò dispositivi come mouse e similari non hanno problemi.
Lo standard prevede che il connettore porti anche un cavo (chiamato VBUS) per alimentare le periferiche a basso consumo. Le periferiche che hanno richieste energetiche elevate devono essere alimentate a parte. I limiti energetici dello standard vanno seguiti scrupolosamente, pena il probabile danneggiamento del gestore, dato che lo standard USB non prevede nelle specifiche minime la disconnessione in caso di sovraccarico.
Il disegno dell'USB è stato pensato per consentire un semplice inserimento e rimozione. Lo standard è stato progettato in modo da consentire un semplice aggiornamento dei sistemi sprovvisti di USB attraverso una scheda PCI ISA o PC Card. Le porte USB sono dotate del supporto del Plug and play e supportano i dispositivi hot swap: se il sistema operativo lo consente, supportano la rimozione "a caldo" delle periferiche e il reinserimento senza dover riavviare il computer.
L'USB di tipo A e B può collegare periferiche che richiedono trasferimento dati, ma non può trasportare segnali video, tale limite è stato comunque superato con il nuovo formato USB 3.1 Type-C. Per i componenti multimediali, ormai, lo standard USB è il metodo di collegamento più utilizzato, mentre nelle stampanti sopravvivono ancora pochi modelli dotati anche di porta parallela per questioni di compatibilità.
A partire dagli anni 2000 anche gli autoveicoli (in primis le automobili) sono stati dotati di connessioni USB per l'impianto stereo o per quello di navigazione GPS o, per i modelli di lusso, gli impianti video/TV. In alcune situazioni, tramite chiavetta USB si può aggiornare il firmware di alcuni moduli dell'automobile, ad esempio il bluetooth. In questo modo la compatibilità dei driver tra dispositivi interconnessi è costantemente assicurata.
In aggiunta al tradizionale settore elettronico-informatico-telematico, appare costantemente sul mercato tutta una serie di apparecchi, dispositivi o accessori alimentati tramite presa USB e qualsiasi elencazione correrebbe il rischio di essere obsoleta quanto prima.
| Nome                  | Versione                        | Velocità teorica        | Velocità reale        | Data di pubblicazione |
| --------------------- | ------------------------------- | ----------------------- | --------------------- | --------------------- |
| Low-Speed             | USB 1.0                         | 1,5 Mbps (187,5 KB/sec) | 1 Mbps (125 KB/sec)   | Gennaio 1996          |
| Full-Speed            | USB 1.1                         | 12 Mbps (1,5 MB/sec)    | 7 Mbps (875 KB/sec)   | Agosto 1998           |
| Hi-Speed              | USB 2.0                         | 480 Mbps (60 MB/sec)    | 280 Mbps (35 MB/sec)  | Aprile 2000           |
| SuperSpeed USB        | USB 3.1 Gen 1x1 (USB 3.0)       | 5,0 Gbps (625 MB/sec)   | 3,2 Gbps (400 MB/sec) | Settembre 2008        |
| SuperSpeed USB 10Gbps | USB 3.1 Gen 2x1 (USB 3.1 Gen 2) | 10 Gbps (1,25 GB/sec)   | 7,2 Gbps (900 MB/sec) | Luglio 2013           |
| SuperSpeed USB 20Gbps | USB 3.2 Gen 2x2                 | 20 Gbps (2,5 GB/sec)    | N/A                   | Settembre 2017        |
|                       | USB4                            | 40 Gbps                 | N/A                   | Agosto 2019           |
|                       | USB4 2.0                        | 120 Gbps                | N/A                   | Settembre 2022        |

Le specifiche dell'USB stabiliscono due tipi di connettori per collegare i dispositivi: il connettore A e il connettore B. Alcuni produttori hanno introdotto delle varianti del connettore per i loro dispositivi miniaturizzati. Questi dispositivi rispettano comunque lo standard di comunicazione USB a tutti gli effetti, con l'unica differenza che il connettore è fisicamente diverso. Essi sono chiamati micro-USB o mini-USB di tipo A e B. Con l'USB 3.1 è stato introdotto il connettore USB-C, il primo connettore USB reversibile.
Un'estensione dell'USB, chiamata USB-On-The-Go (OTG), consente a una singola porta di fungere sia da dispositivo sia da controllore. Ciò consente una più semplice connessione di alcuni dispositivi, come i PDA, che a volte devono fungere da dispositivo e a volte devono comandarne. Per evitare una proliferazione dei connettori proprietari, USB-On-The-Go ha definito anche due connettori chiamati mini-A e mini-B, che sono connettori molto più piccoli dei connettori precedenti; questo rimuove la principale motivazione dei produttori a ignorare lo standard, cioè risparmiare spazio.

## Specifiche tecniche

### Piedinatura
Di seguito viene illustrato uno schema che esemplifica la disposizione dei pin di contatto, e la loro funzione, dei connettori USB.
- Piedinatura del connettore USB:

| Pin | Nome segnale | Colore filo | Descrizione |
| --- | ------------ | ----------- | ----------- |
| 1   | VBUS         |             | + 5 V       |
| 2   | D-           |             | Data −      |
| 3   | D+           |             | Data +      |
| 4   | GND          |             | GND         |

- Piedinatura del connettore micro/mini USB:

| Pin | Nome segnale | Colore filo | Descrizione |
| --- | ------------ | ----------- | --- |
| 1   | VBUS         |             | + 5V |
| 2   | D-           |             | Data − |
| 3   | D+           |             | Data + |
| 4   | ID           |             | Interconnessione Mini/Micro A e B - Tipo A connesso a GND - Tipo B non connesso - OTG connesso a GND (all'interno del connettore che andrà collegato al dispositivo che fungerà da HOST) |
| 5   | GND          |             | GND |

- Pin aggiuntivi introdotti dall'USB 3.0:

| Pin | Nome segnale | Descrizione                                        |
| --- | ------------ | -------------------------------------------------- |
| 6   | SSTX+        | Il trasferimento dei dati dall'host al dispositivo |
| 7   | SSTX−        | SSTX+ ritorno                                      |
| 8   | GND          | GND                                                |
| 9   | SSRX+        | Il trasferimento dei dati dal dispositivo all'host |
| 10  | SSRX−        | SSRX+ ritorno                                      |

- Pin aggiuntivi introdotti nel connettore tipo C:

|    | Nome segnale | Descrizione |
| -- | ------------ | ----------- |
| 11 | VBUS         | + 12V       |
| 12 | VBUS         | + 20V       |

### Latenza
La latenza dell'USB 1.x è di circa 1ms, la latenza dell'USB 2.0 è di circa 125 µs, invece con l'USB 3.0, solo però con i pin SSTX e SSRX è di circa 950 ns.

## Classi di dispositivi
La funzionalità di un dispositivo USB è definita da un codice di classe inviato a un host USB. Ciò consente all'host di caricare moduli software per il dispositivo e di supportare nuovi dispositivi di diversi produttori senza la necessità di un driver specifico.
Le classi di dispositivi sono le seguenti:
| Classe | Uso         | Descrizioni                                    | Esempi ed eccezioni |
| ------ | ----------- | ---------------------------------------------- | --- |
| 00h    | Dispositivo | Non specificato                                | La classe del dispositivo non è specificata, i descrittori di interfaccia vengono utilizzati per determinare i driver necessari |
| 01h    | Interfaccia | Audio (UAC)                                    | Altoparlanti, microfoni, schede audio, MIDI                                                                                     |
| 02h    | Interfaccia | Communications and CDC Control                 | Adattatori UART e RS-232, Modem, adattatori Wi-Fi, adattatori Ethernet. Usato insieme alla classe 0Ah (CDC-Data) più in basso   |
| 03h    | Interfaccia | Dispositivi di interfaccia uomo-macchina (HID) | Tastiere, mouse, joystick |
| 05h    | Interfaccia | Physical interface device (PID)                | Joystick con Force feedback |
| 06h    | Interfaccia | Immagine (PTP/MTP)                             | Scanner, lettori multimediali                                                                                                   |
| 07h    | Interfaccia | Stampante                                      | |
| 08h    | Interfaccia | Memoria di massa USB, USB Attached SCSI        | chiavi USB, lettori di schede di memoria, lettori multimediali, fotocamera digitale, disco rigido esterno, disk enclosure       |
| 09h    | Dispositivo | hub USB                                        | hub USB ad alta velocità |
| 0Ah    | Interfaccia | CDC-Data                                       | Usata insieme alla classe 02h (Communications and CDC Control) sopra                                                            |
| 0Bh    | Interfaccia | Smart card                                     | Lettore USB di smart card |
| 0Dh    | Interfaccia | Sicurezza                                      | Lettore di impronta digitale |
| 0Eh    | Interfaccia | Video (UVC)                                    | Webcam |
| 0Fh    | Interfaccia | Dispositivi sanitari personali (PHDC)          | Pulsiossimetro |
| 10h    | Interfaccia | Audio/Video (AV)                               | Webcam, Televisore |
| 11h    | Dispositivo | Billboard                                      | Descrive le modalità alternative USB-C supportate dal dispositivo                                                               |
| DCh    | Entrambi    | Dispositivo diagnostico                        | Dispositivo di test di conformità USB                                                                                           |
| E0h    | Interfaccia | Controllore wireless                           | Adattatori Bluetooth, Microsoft RNDIS                                                                                           |
| EFh    | Entrambi    | Varie                                          | Dispositivo ActiveSync |
| FEh    | Interfaccia | Specifico dell'applicazione                    | Bridge IrDA, classe di prove e misurazioni (USBTMC), USB DFU (aggiornamento del firmware del dispositivo)                       |
| FFh    | Entrambi    | Specifico del produttore                       | Indica che il dispositivo necessita di driver specifici del fornitore                                                           |

## Connettori
Le prime tipologie sono state l'USB-A e l'USB-B, successive evoluzione venne rappresentata dall'USB On-The-Go.

### Micro-USB

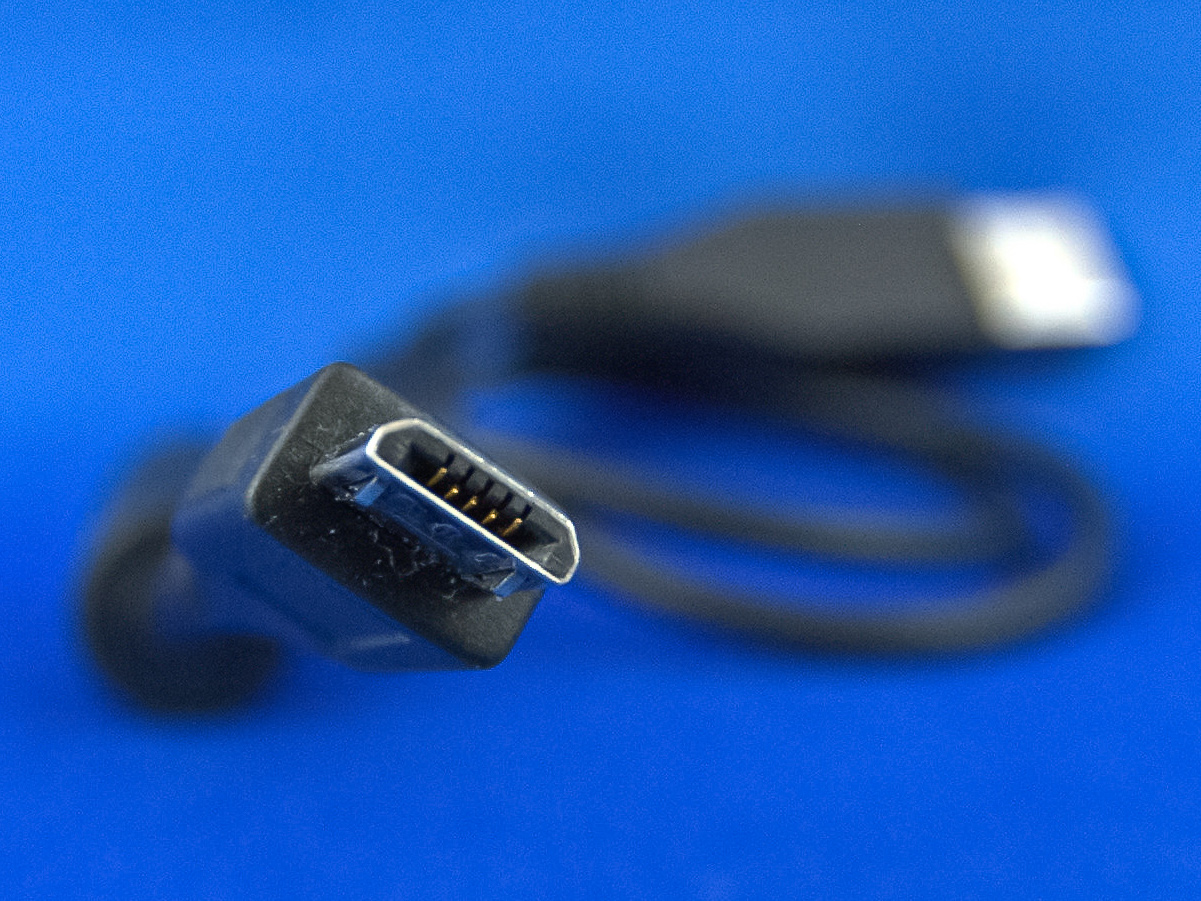
Connettore maschio Micro-B

Dal 2011 il connettore micro-USB tipo B è il connettore standard dei telefoni cellulari delle principali aziende del settore (Nokia, LG, Motorola, Samsung, BlackBerry (ex RIM), Sony Mobile Communications, NEC, Qualcomm, Texas Instruments). È stata l'Unione europea a chiederlo al fine di ridurre l'inquinamento elettronico (l'esistenza di decine di caricatori diversi obbliga chi intende cambiare cellulare a buttare via anche il relativo caricabatterie, essendo nella maggior parte dei casi incompatibile con il nuovo telefono), senza contare poi che ogni caricabatteria dà tensioni e correnti differenti in uscita.
Apple, inizialmente restia all'introduzione del nuovo connettore, ha in seguito acconsentito all'introduzione dello standard Micro-USB anche sui suoi terminali. Ma l'uscita sul mercato dei telefoni cellulari iPhone 4 (2010) e iPhone 4S (2011) ha dimostrato che Apple, malgrado avesse dichiarato il contrario, ha deciso di non introdurre sui suoi prodotti il connettore micro-USB. Negli anni successivi (2012 e 2013) la presa proprietaria di Apple cambia e diventa più sottile (prende il nome di connettore Lightning), ma rimane uno standard proprietario montato solo sui dispositivi Apple (iPhone 5 e successivi, iPod, iPad, iPad Mini, iPad Air).

### Mini-USB

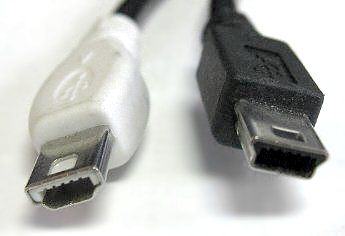
Connettori mini-A (bianco) e mini-B (nero)

L'interfaccia di tipo Mini-USB è di dimensione intermedia e si distingue in due tipologie: Mini-A e Mini-B.
Inizialmente veniva usato come connettore di ricarica per alcuni telefoni cellulari e PDA, ma fu ben presto rimpiazzato dal Micro-USB. Viene ormai usato su pochi dispositivi che non richiedono un alto trasferimento di energia, come la connessione dati per le fotocamere, lettori multimediali ecc.

### USB-C

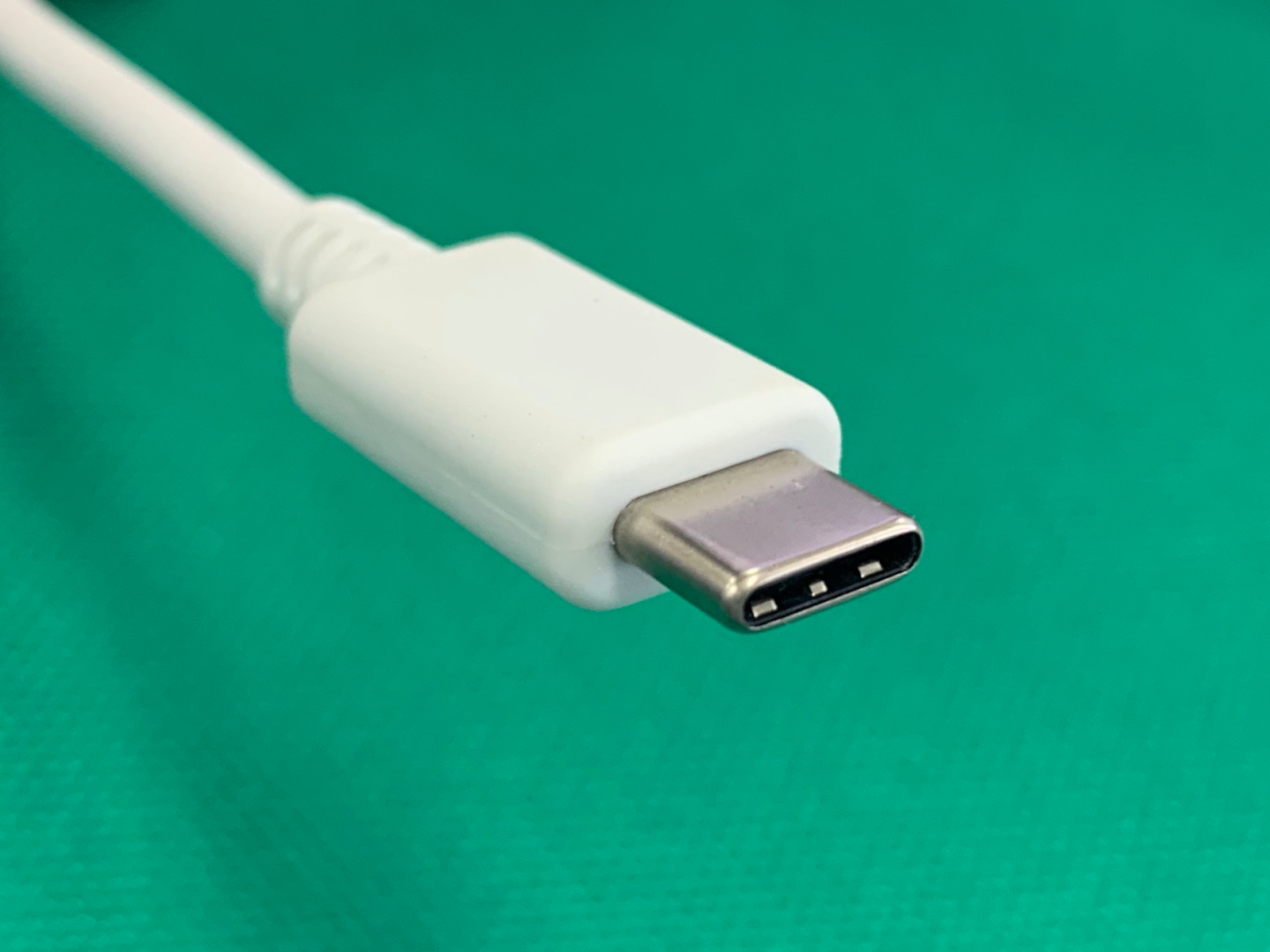
Il connettore USB-C

Con l'USB 3.1 è stato introdotto il nuovo connettore tipo C che introduce importanti novità, tra cui la possibilità di ricaricare dispositivi che richiedono più di 25 W tramite due nuovi pin e la reversibilità di inserimento. Sta diventando il nuovo standard per ricaricare i dispositivi cellulari, tablet e portatili.
Il vantaggio principale del formato USB di tipo C è di essere simmetrico, agevolando così la connessione fisica.

### USB on-the-Go
L'USB On-The-Go è una specifica che permette a un qualsiasi dispositivo capace di agire come host (ad esempio uno smartphone), di comunicare con periferiche USB come HDD esterni, chiavette o pendrive, tastiere, mouse o joypad attraverso un cavo con interfaccia USB.

## Alimentazione
Oltre allo standard 5 V, i dispositivi con un consumo energetico fino a 100 W possono essere alimentati tramite un connettore USB Type-C senza alimentazione aggiuntiva, come portatili, monitor, stampanti e altoparlanti attivi. Questa specifica è nota anche come USB Power Delivery (USB-PD). Esistono diversi profili che definiscono le possibili correnti (fino a 5 A) e le possibili tensioni. Oltre alla consueta tensione di 5 V, sono possibili 12 V o 20 V.
La tensione su USB è sempre di 5 V quando si collega un dispositivo, ma può essere aumentata a 12 V o 20 V utilizzando il protocollo seriale dopo la negoziazione tra dispositivo e host. È possibile interrogare anche la massima corrente prelevabile.
Un altro cambiamento fondamentale è il rilascio della direzione del flusso della fornitura di energia. Un computer può alimentare un monitor proprio come un monitor può alimentare un computer a sua volta.
| Profilo | +5 V  | +12 V | +20 V | Uso |
| ------- | ----- | ----- | ----- | --- |
| 1       | 2,0 A | –     | –     | Profilo standard per l'avvio di dispositivi, alimentazione di piccoli dispositivi mobili, smartphone, telefoni cellulari, ecc. |
| 2       | 2,0 A | 1,5 A | –     | Tablet, piccoli portatili, terminali                                                                                           |
| 3       | 2,0 A | 3,0 A | –     | Piccoli portatili, terminali più grandi                                                                                        |
| 4       | 2,0 A | 3,0 A | 3,0 A | Portatili più potenti, hub USB, stazioni di espansione                                                                         |
| 5       | 2,0 A | 5,0 A | 5,0 A | Workstation, hub, stazioni di espansione                                                                                       |

Il profilo 1 è l'unico profilo che può essere implementato con cavi USB standard. I profili più alti richiedono cavi speciali progettati per tensioni e correnti più elevate.
Con USB Power Delivery 3.0, i profili rigidi vengono sostituiti da regole di alimentazione. Ciò consente ai dispositivi di ottimizzare la tensione tenendo conto della potenza massima.

## Adattatori

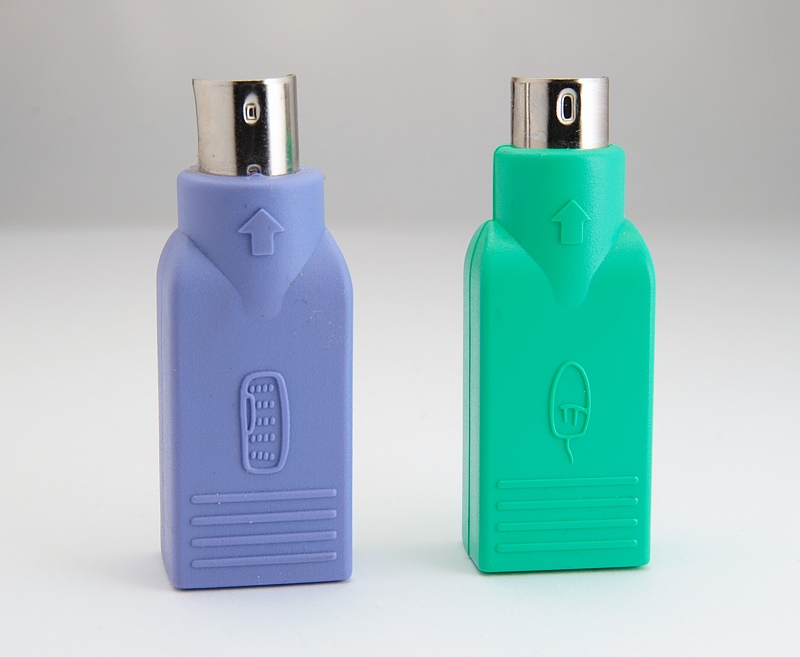
Adattatori USB-PS/2

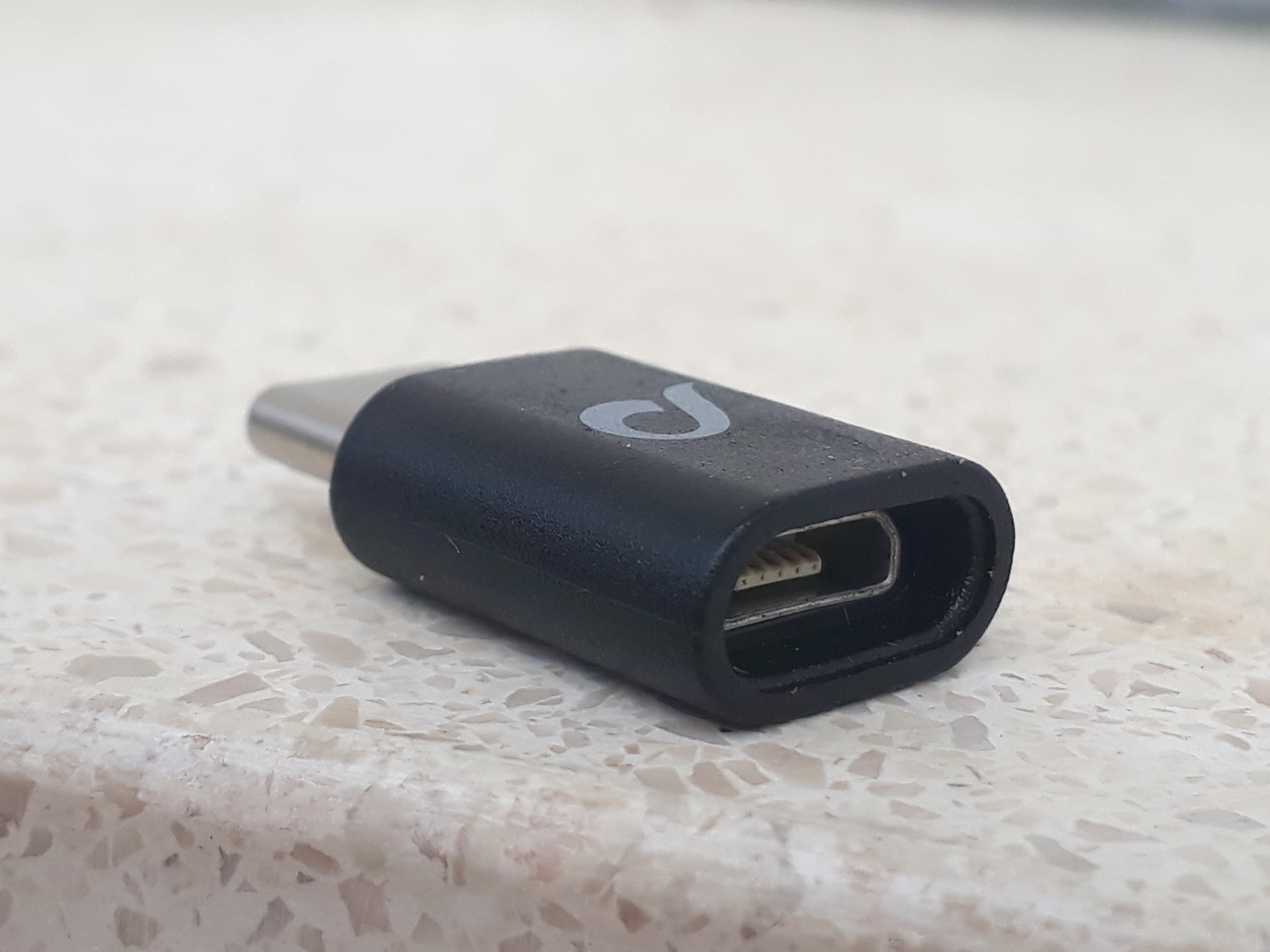
Adattatore USB (da micro a USB-C)

Data l'esistenza di connettori e porte di formato diverso, in commercio esistono appositi adattatori (di varie combinazioni maschio-femmina) per passare da uno specifico formato USB ad un altro, così da poter impiegare un unico cavetto. Una variante dell'adattatore è quello comprensivo di cavo tra i due connettori.
Inoltre, sono disponibili adattatori per passare dall'interfaccia USB ad altre come VGA, HDMI, UART e Aux/Jack i quali si comportano come veri e propri dispositivi attivi per convertire i segnali dello standard USB da e verso altri sistemi di comunicazione.

## Cronologia delle versioni

### USB 1.0 (Low-Speed)
Questa interfaccia supporta una velocità di trasmissione di solo 1,5 Mbit/s, una velocità adeguata solo per mouse, tastiere e altri dispositivi lenti e una lunghezza massima di 3 metri (nonostante ciò un cavo di 1,5 metri rendeva quasi inutilizzabile un semplice mouse USB 1.0), in caso di lunghezze superiori è necessario usare degli hub USB.
USB nella prima release è dotato solamente dei due connettori standard: Type-A e Type-B
| Connettore | Dimensione | Descrizione |
| ---------- | ---------- | --- |
|            |            | Il connettore tipo A è un connettore rettangolare e normalmente viene utilizzato per collegare un dispositivo a una porta USB tipo A di un computer o di un hub. Il connettore può essere chiamato anche downstream (è da prendersi come una definizione senza tanto pensare al flusso dei dati, visto che il collegamento è bidirezionale). |
|            |            | Il connettore tipo B è un connettore quadrato con gli angoli superiori smussati e viene utilizzato per collegare un cavo USB a un dispositivo USB. Il connettore può essere chiamato anche upstream (è da prendersi come una definizione senza tanto pensare al flusso dei dati, visto che il collegamento è bidirezionale).                 |

### USB 1.1 (Full-Speed)
Nell'agosto del 1998 per risolvere alcuni problemi dell'USB 1.0 venne pubblicata l'USB 1.1. USB 1.1 è la prima versione che è stata ampiamente adottata. Vennero risolti i problemi di lunghezza dell'USB 1.0. L'USB 1.1 supporta una velocità di 12 Mbit/s.

### USB 2.0 (Hi-Speed)

Il logo USB Hi-Speed

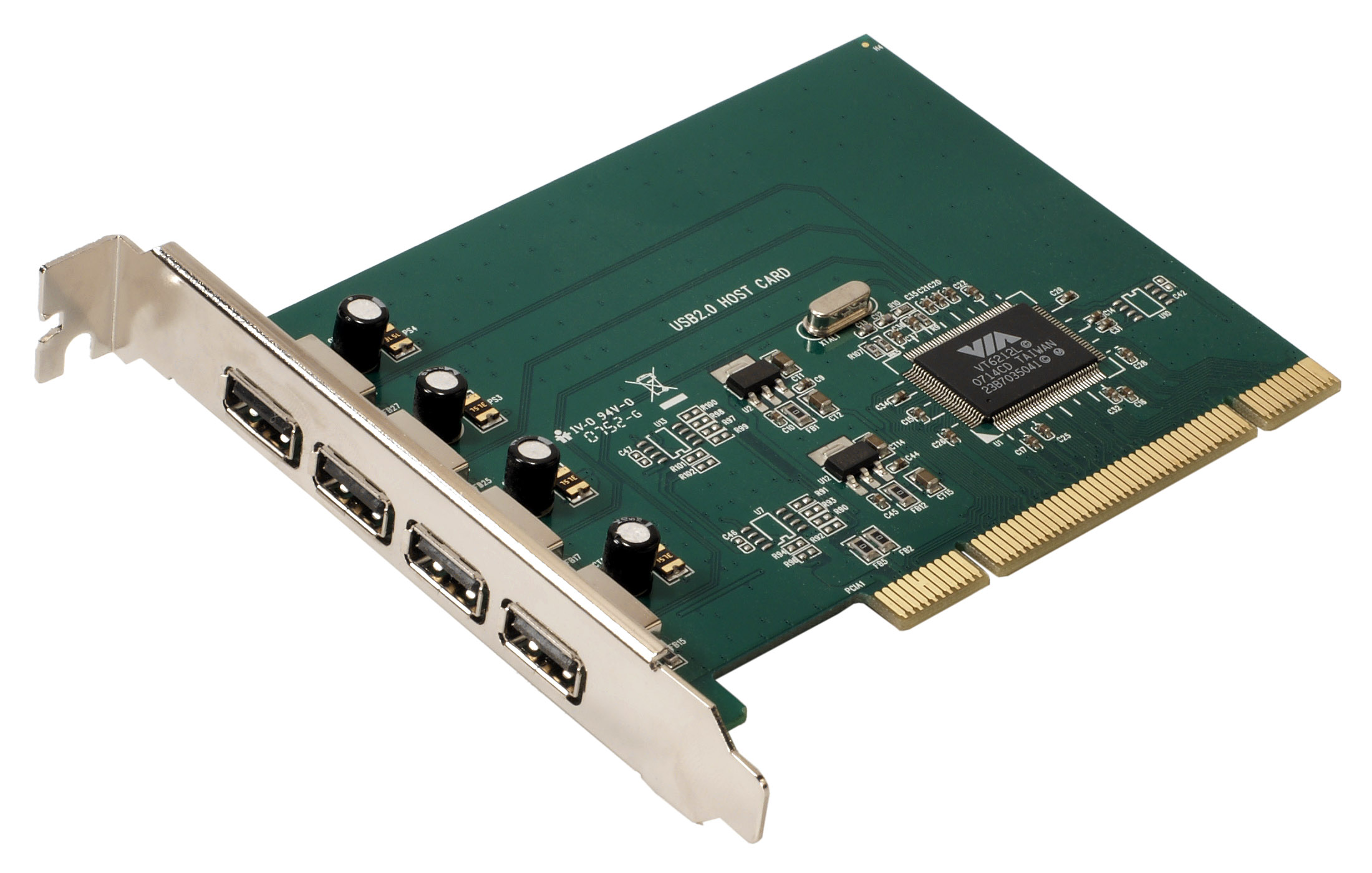
Una scheda di espansione USB 2.0 PCI

La successiva versione dell'USB risale al gennaio del 2000 (chiamato USB "hi-speed"). La principale caratteristica è l'innalzamento della velocità teorica di trasferimento a 480 Mbit/s. Essa consente all'USB di essere competitivo con lo standard Firewire 400 (IEEE 1394), che ha una velocità di trasferimento di 400 Mbit/s, benché agli effetti pratici quest'ultimo risulti più veloce e stabile del primo, soprattutto con dispositivi che manipolano flussi video.
L'USB 2.0 ricevette tanti piccoli aggiornamenti realizzati tramite l'ECN che introducono funzionalità tra cui i connettori mini e micro, l'USB OTG, il supporto alla ricarica per i dispositivi e altro:
- Mini-A e mini-B connettori ECN: pubblicato nell'ottobre del 2000 (anche i connettori mini sono compatibili con l'USB On-The-Go. Questo non deve essere confuso con connettore Micro-B).
- Errata del dicembre 2000: pubblicato nel dicembre 2000.
- Pull-up / pull-down Resistenze ECN: pubblicato nel maggio 2002.
- Errata del maggio 2002: pubblicato nel maggio 2002.
- Interface Associations ECN: pubblicato nel maggio 2003 (è stato aggiunto un nuovo descrittore di standard che consente di associare più interfacce con una funzione di unico dispositivo).
- Rounded Chamfer ECN: pubblicato nell'ottobre 2003 (Un cambiamento, compatibile con Mini-B, che fa sì che i connettori durino di più).
- Unicode ECN: pubblicato nel febbraio 2005 (Questa ECN specifica che le stringhe sono codificati utilizzando UTF-16LE. USB 2.0 specifica l'uso di Unicode, ma non la codifica).
- Inter-Chip supplemento USB: pubblicato nel marzo 2006
- On-The-Go Supplemento 1.3: pubblicato nel dicembre 2006 (l'USB On-The-Go consente a due dispositivi USB di comunicare tra loro senza la necessità di un host USB separato. In pratica, ognuno dei dispositivi USB può fungere da host per l'altro dispositivo).
- Specifiche di ricarica della batteria 1.1: pubblicato nel marzo 2007 (Aggiornato 15 aprile 2009) (aggiunge il supporto per caricabatterie dedicati, alimentatori con connettori USB, caricabatterie ospitanti, host USB che possono agire come caricabatterie e la previsione No Dead Battery, che consente ai dispositivi di ricevere temporaneamente corrente 100 mA dopo che sono stati attaccati. Se un dispositivo USB è collegato al caricabatterie dedicato, la massima corrente assorbita dal dispositivo può raggiungere 1,8 A. (Si noti che questo documento non viene pubblicato con le specifiche USB 2.0 ma solo USB 3.0 e USB On-The-Go).
- Connettori Micro-USB e Specifica 1.01: pubblicato nell'aprile 2007 (aggiunge due nuovi connettori: micro-USB A e B).
- Collegamento Power Management Addendum ECN: pubblicato nel luglio 2007 (questo aggiunge lo stato di alimentazione "sleep", intermedio tra gli stati attivo (enabled) e sospeso (suspended). Il dispositivo in questo stato non è tenuto a ridurre il consumo energetico. Il passaggio tra attivo e sleep è molto più veloce del passaggio tra attivo e sospeso, il che consente ai dispositivi di "dormire" restando attivati).
- Specifiche di ricarica della batteria 1.2: pubblicato nel dicembre 2010.
Diversi cambiamenti e incrementi dei limiti massimi compresa una corrente di 1,5 A su porte di ricarica per dispositivi non configurati, permettono la comunicazione ad alta velocità con corrente fino a 1,5 A oltre che una corrente massima di 5 A.[12]

| Connettore | Dimensione | Descrizione |
| ---------- | ---------- | --- |
|            |            | Il connettore tipo A è un connettore rettangolare e normalmente viene utilizzato per collegare un dispositivo a una porta USB tipo A di un computer o di un hub. Il connettore può essere chiamato anche downstream. |
|            |            | Il connettore tipo B è un connettore quadrato con gli angoli superiori smussati e viene utilizzato per collegare un cavo USB a un dispositivo USB. Il connettore può essere chiamato anche upstream. |
|            |            | Sono i connettori di dimensione intermedia previsti dallo standard USB. Il connettore tipo A è utilizzato per l'uscita dei dati ed il tipo B per l'ingresso. Sono stati progettati per dispositivi di medie dimensioni come navigatori satellitari, dischi esterni, tablet, lettori multimediali, telecamere, ecc. · |
|            |            | |
|            |            | Sono i più piccoli connettori previsti dallo standard USB. Sono stati progettati per dispositivi di piccole dimensioni come cellulari, smartphone e lettori multimediali portatili. Anche in questo caso il connettore tipo A è utilizzato per l'uscita dei dati ed il tipo B per l'ingresso, come per i connettori Mini-USB; ha 5 pin per supportare la specifiche OTG, utilizzato anche dalla specifica MHL. Il connettore Micro-B riceve il nuovo connettore per supportare l'USB 3.0, il tipo A no. · |
|            |            | |

### USB 3.0 (Super-Speed)

Il logo USB Super-Speed

Il 18 settembre 2007 la nuova versione viene presentata al pubblico e ai media da Pat Gelsinger, CEO della Intel, che effettua una prima dimostrazione di funzionamento di USB 3.0 all'Intel Developer Forum.
Le specifiche USB 3.0 sono state rese note il 13 agosto 2008 mentre i primi prodotti commerciali sono usciti a cavallo tra il 2009 e il 2010.
Come avvenuto in precedenza, la versione 3.0 ha mantenuto la retrocompatibilità con USB 2.0 e 1.0. Infatti i nuovi connettori (con un maggior numero di piedini) permettono l'inserzione di una parte dei suoi piedini nei connettori USB 2.0.
Nella prima metà di ottobre 2008 Intel, una delle aziende che hanno definito il protocollo USB, ha fornito le specifiche tecniche per la nuova interfaccia USB 3.0, retrocompatibile con l'USB 2.0.
Una nuova caratteristica è il bus "SuperSpeed", che fornisce una quarta modalità di trasferimento dati a 4,8 Gbit/s, (corrispondenti a 600 MB/s, fino a dieci volte più veloce della versione USB 2.0) utilizzando due coppie intrecciate ad alta velocità per il bus sopra citato e il supporto di connessioni ottiche, con la quale la specifica ritiene ragionevole ottenere almeno 3,2 Gbit/s al netto dell'overhead di protocollo (corrispondenti a 400 MB/s). Per ospitare i piedini supplementari per la modalità SuperSpeed, i fattori di forma fisica per USB 3.0 spine e i contenitori sono stati modificati. Il contatto femmina standard-A è più profondo per accettare questi nuovi connettori. Un cavo standard legacy di A-a-B lavorerà come progettato e non entrerà mai in contatto con i connettori SuperSpeed, garantendo la compatibilità con le versioni precedenti. La spina SuperSpeed standard A si adatterà correttamente alle prese, ma il SuperSpeed standard B non è adatto alle prese B standard vecchio stile (quindi un nuovo cavo può essere utilizzato per la connessione di un nuovo dispositivo a un vecchio host, ma non per collegare un nuovo host a un vecchio dispositivo, e sarà necessario un cavo standard legacy A-a-B).
USB 3.0 estende il tipo di trasferimento di massa in SuperSpeed. Questa estensione consente a un host e a un dispositivo di creare e trasferire più flussi di dati attraverso un singolo supporto.
Nuove funzioni di gestione dell'alimentazione includono il supporto di inattività, stand by e sospensione dello stato.
USB 3.0 non definisce le lunghezze dei cavi, in teoria può essere usata qualsiasi lunghezza, purché soddisfi tutti i requisiti definiti nella specifica. Tuttavia alcune stime indicano una limitazione di 3 m/5 m usando SuperSpeed.
Le porte e i connettori USB 3.0 si riconoscono subito in quanto hanno il supporto interno dei contatti (interfaccia) di colore blu. I piedini in più nel tipo A sono nascosti, ma ad un occhio esperto visibili. In altri casi, nelle porte non c'è la colorazione blu ma a sinistra del simbolo universale di USB c'è attaccata la dicitura "SS" (iniziali di SuperSpeed).
Le specifiche dell'USB 3.0 prevedono 4 connettori USB ufficiali, 3 retro-compatibili dalle versioni precedenti, uno nuovo, a differenza delle versioni precedenti la plastica all'interno del connettore deve essere blu del colore Pantone 300C; sono previsti 5 nuovi piedini.
| Connettore | Dimensione | Descrizione |
| ---------- | ---------- | --- |
|            |            | Il connettore tipo A, esternamente è identico alla versione precedente, solo che sono stati predisposti 5 nuovi pin per il trasferimento dei segnali tramite lo standard USB 3.0, sia la presa che la spina sono retro-compatibili con la versione precedente (naturalmente la velocità è limitata a quella dell'USB 2.0). |
|            |            | Il connettore tipo B, ha un'altezza aggiuntiva per permettere la connessione dei nuovi PIN, solo la presa supporta l'inserimento di una spina USB 2.0, non l'inverso. |
|            |            | Il connettore Micro-USB di tipo B prevede un'appendice per la connessione dei nuovi pin, solo la presa supporta l'inserimento di una spina USB 2.0, non il reciproco. |

L'USB 3.0 non prevede una versione aggiornata dei connettori Mini-USB e Micro-A in quanto vengono dichiarati obsoleti dalla data di pubblicazione di tale specifica.
Esistono tuttavia sul commercio connettori e porte Mini-B 3.0 con 10 piedini, non conformi allo standard; contrariamente alle porte Micro-B 3.0, questi non sono meccanicamente compatibili con i loro predecessori.

### USB 3.1 (Super-Speed+)
Nel 2013 sono state pubblicate le specifiche della nuova versione 3.1. Successivamente è stato anche predisposto un nuovo connettore USB-C capace di 10 Gbit/s (1250 MB/s) nominali.
Per quanto riguarda l'alimentazione dei dispositivi la nuova versione supporta 5 profili:
- Profilo 1: 5 V a 2,0 A (10 W);
- Profilo 2: 5 V a 2,0 A (10 W), 12 V a 1,5 A (18 W);
- Profilo 3: 5 V a 2,0 A (10 W), 12 V a 3 A (36 W);
- Profilo 4: 5 V a 2,0 A (10 W), 12 V, 20 V a 3 A (36 W, 60 W);
- Profilo 5: 5 V a 2,0 A (10 W), 12 V, 20 V a 5 A (60 W, 100 W).

Il nuovo connettore Tipo C, oltre ad essere reversibile, è il primo a supportare i profili a 12 V e 20 V. Il connettore tipo C introduce due nuovi pin VBUS a 12 V e 20 V. I connettori di tipo A, B e mini B non saranno aggiornati con i pin VBUS 12 e 20 V, ma il connettore tipo A supporterà i 10 Gbit/s. Nei nuovi dispositivi i connettori di tipo A e C sono di colore Blu/Acqua se utilizzabili sia per l'alimentazione che per la trasmissione dati, mentre il connettore C è di colore nero se utilizzabile soltanto per alimentazione.
| Connettore | Descrizione |
| ---------- | --- |
|            | Il connettore tipo C, presentato nel 2014, prevede due gruppi di 12 pin ciascuno (12 sopra, 12 sotto) per permettere la reversibilità. Oltre a questo prevede i PIN dell'USB 2.0 e il supporto all'OTG e MHL. I due nuovi pin aggiunti per il VBUS a 12V e 20V, devono essere alimentati tramite un alimentatore esterno perché gli altri connettori USB non prevedono questi PIN. Quindi non è possibile realizzare alimentatori da incasso come con l'USB 2.0, sempre se non si realizza un'appendice per i nuovi pin, in stile PoweredUSB |

### USB4

Logo utilizzato per le periferiche certificate a 40 Gbps

Le specifiche dello standard USB4 sono state pubblicate il 29 agosto 2019 dall'USB Implementers Forum.
USB4 si basa sulle specifiche del protocollo Thunderbolt 3, supporta 40 Gbit/s di throughput, è compatibile con Thunderbolt 3 e DisplayPort 2.0 Alt Mode, e ha una retrocompatibilità con USB 3.2 e USB 2.0.
L'architettura definisce un metodo per condividere dinamicamente un singolo collegamento ad alta velocità con più tipi di dispositivi che è più utile al trasferimento di dati per tipo e applicazione.

### Il wireless USB
L'evoluzione dello standard USB si concentra su due strade: la prima prevede un innalzamento della velocità massima di trasferimento, mentre la seconda strada, chiamata wireless USB, prevede l'abbandono dei cavi per la comunicazione tramite onde radio. Una prima specifica wireless USB è già stata standardizzata e alcuni dispositivi sono in commercio.